# Kivenkänä
Kivenkänä eller Kivenkänäjärvi är en sjö i Finland. Den ligger i kommunen Ruokolax i landskapet Södra Karelen, i den sydöstra delen av landet, 260 km nordost om huvudstaden Helsingfors. Kivenkänä ligger 101,3 meter över havet. Den är 25,47 meter djup. Arean är 1,83 kvadratkilometer och strandlinjen är 21,41 kilometer lång. Sjön  ingår i Hiitolanjokis huvudavrinningsområde.   I omgivningarna runt Kivenkänä växer i huvudsak blandskog.